# علی کوچک‌زاده
سرتیپ علی کوچک‌زاده ارتشی و فرمانده سابق ژاندارمری ایران در سال‌های ۱۳۶۰ تا ۱۳۶۳ بود.
کوچک زاده در زمان انقلاب با درجه سرهنگ دومی به عنوان فرمانده گردان مخابرات لشکر ۷۷ خراسان فعالیت می‌کرد و پس از پیروزی انقلاب به فرماندهی لشکر خراسان  انتخاب شد و پس از ایجاد سازمان بسیج به سمت مسئول بسیج استان خراسان نیز انتصاب شد. پس از تشکیل قرارگاه غرب ایران توسط علی صیاد شیرازی او به سمت رئیس ستاد و معاون فرمانده ستاد انتخاب شد.
وی در سال ۱۳۶۰ از سوی رهبر جمهوری اسلامی، سید روح‌الله خمینی، به سمت فرمانده ژاندارمری ایران منصوب شده و تا سال ۱۳۶۳ در این سمت باقی می‌ماند. وی در سال ۱۳۶۱ در جریان بازدید از رژه ژاندارمری در خوزستان توسط اعضای سازمان مجاهدین خلق ترور شد که در این ترور آسیبی ندید. در این واقعه فرمانده ژاندارمری خوزستان سرتیپ جعفر سپهری کشته شد.
او در ۲ آذر ۱۴۰۱ درگذشت.